# Liste der Schweizer Botschafter in den Niederlanden
Diese Liste umfasst die Schweizer Botschafter in den Niederlanden.

## Missionschefs

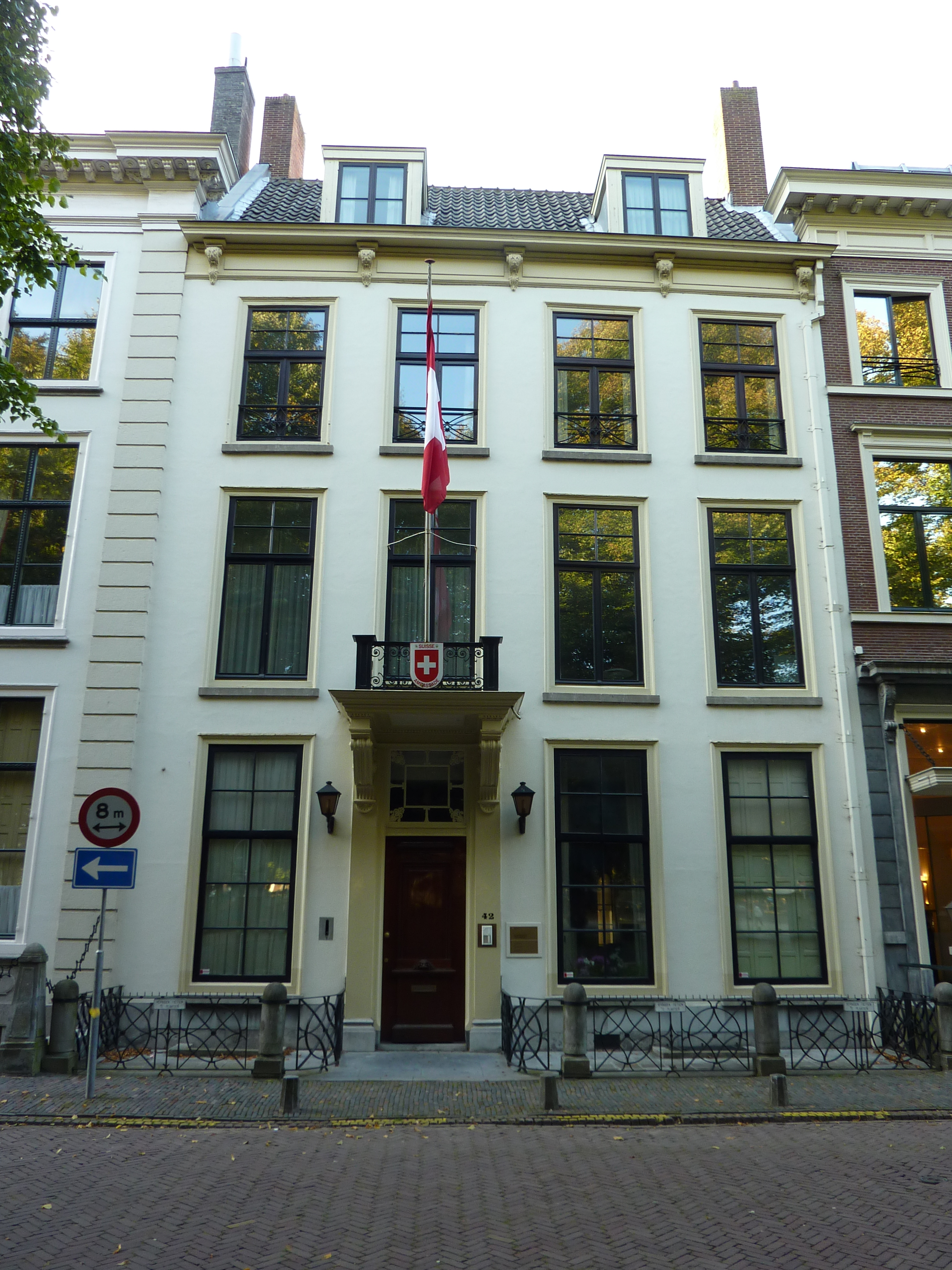
Schweizerische Botschaft in Den Haag

- 1920–1922: Gaston Carlin (1859–1922), Gesandter
- 1922–1940: Arthur de Pury (1876–1947)
- 1945–1949: Robert Kohli (1896–1977)
- 1950–1957: Daniel Secrétan (1895–1971)
- 1957–1962: Edouard de Haller (1897–1982), Botschafter
- 1962–1965: Jean Merminod (1903–1975)
- 1965–1967: Pierre Dupont (1912–1993)
- 1967–1968: Sven Stiner (1910–1968)
- 1968–1974: Claude Caillat (1918–2008)
- 1974–1979: Alfred Fischli (1914–1992)
- 1979–1983: Paul Gottret (1918–)
- 1984–1989: Hansjakob Kaufmann (1929–1994)
- 1989–1990: François Pictet (1929–)
- 1991–1993: Karl Fritschi (1928–2004)
- 1994–1997: Alfred Rüegg (1936–)
- 1997–2001: Heinrich Reimann (1944–2007)
- 2001–2006: Wilhelm Schmid (1941–)
- 2006–2010: Dominik Alder (1946–)
- 2010–2013: Markus Börlin
- 2013–2018: Urs Breiter
- 2018–2023: Heinz Walker-Nederkoorn
- 2023–0000:  Corinne Cicéron Bühler

Ab 1920 selbständige Gesandtschaft, seit 1957 Botschaft.